# 耶奥里·维尔纳
耶奥里·维尔纳（瑞典語：Georg Werner，1904年4月8日—2002年8月26日），瑞典男子游泳运动员。他曾代表瑞典参加1924年夏季奥林匹克运动会游泳比赛，获得男子4×200米自由泳接力铜牌。